# Politeísmo celta

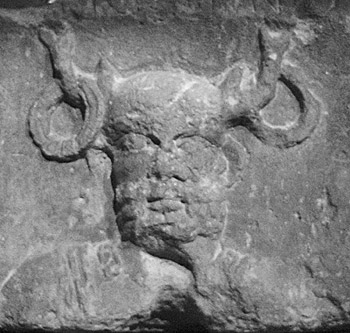
Representación de Cernunnos en el Pilar de los navegantes.

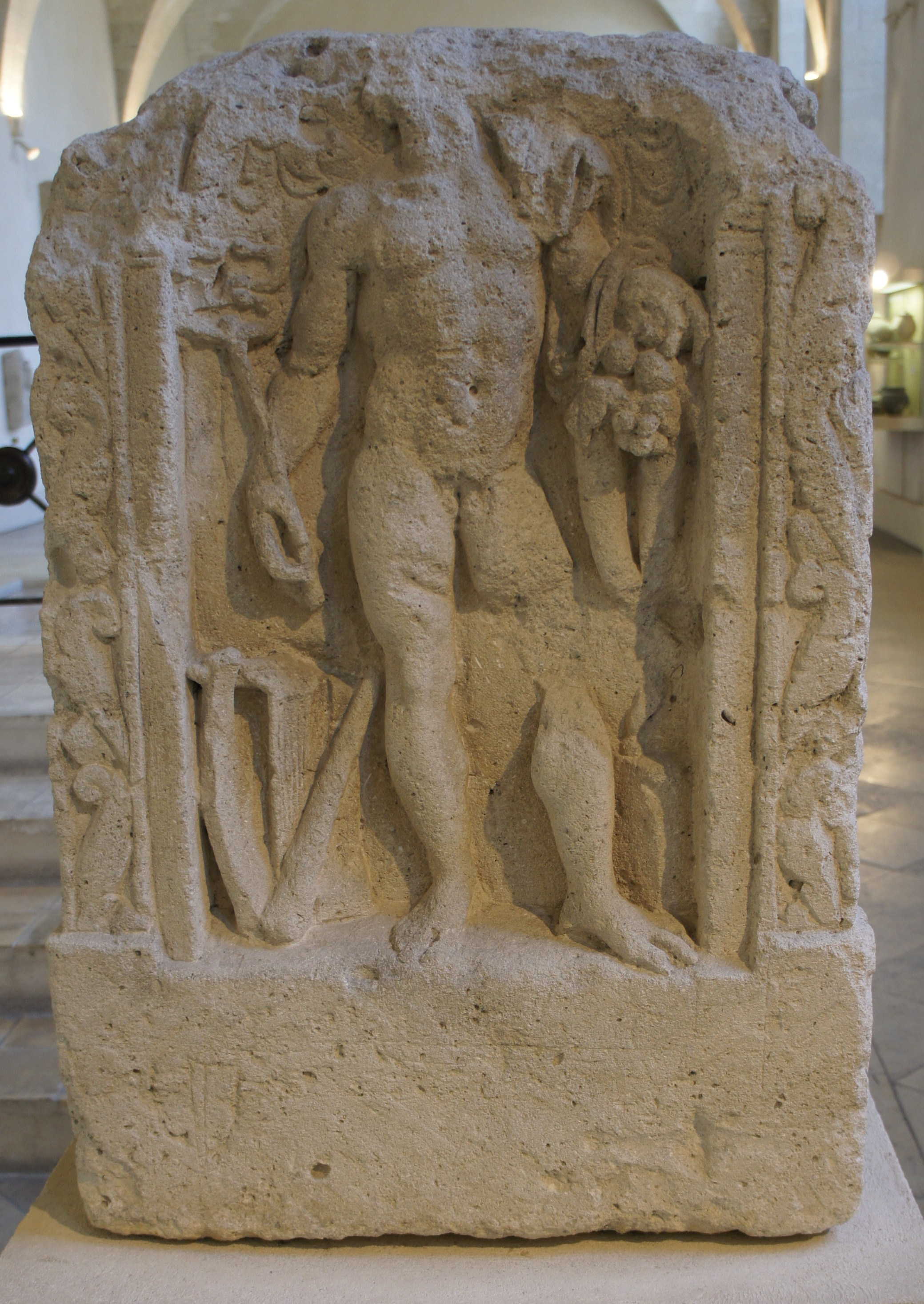
Talla de Teutates en la base de la columna de un templo.

El politeísmo celta, comúnmente conocido como paganismo celta,  comprende las creencias y prácticas religiosas a las que se adhirió la gente de la Edad de Hierro de Europa occidental, conocida ahora como los celtas, aproximadamente entre 500 a. C. y 500 d. C. Abarcó la época de La Tène y el Imperio romano, y en el caso de los celtas insulares, la Edad de Hierro británica e irlandesa. 
El politeísmo celta era uno de los grupos más grandes de religiones politeístas de la familia indoeuropea durante la Edad de Hierro. Comprendió un alto grado de variación tanto geográfica como cronológicamente, aunque «detrás de esta variedad, se pueden detectar similitudes estructurales amplias», lo que permite que haya «una homogeneidad religiosa básica» entre los pueblos celtas.
El panteón celta se compone de numerosos teónimos registrados, tanto de la etnografía grecorromana como de la epigrafía. Entre los más destacados se encuentran Teutates, Taranis y Lugus. Las figuras de la mitología medieval irlandesa también han sido aducidas por la mitología comparada, interpretada como versiones posteriores de deidades precristianas insulares. Según relatos griegos y romanos, en la Galia, Gran Bretaña e Irlanda había una casta sacerdotal de «especialistas mágico-religiosos» conocidos como los druidas, aunque se sabe muy poco acerca de ellos.
Tras la conquista de la Galia por el Imperio Romano (58-51 a. C.) y del sur de Britania (43 d. C.), las prácticas religiosas celtas comenzaron a mostrar elementos de romanización, dando como resultado una cultura galorromana sincrética con sus propias tradiciones religiosas y con su gran conjunto de deidades, como Cernunnos, Artio, Telesforo, etc.
A partir de los siglos V y VI, debido al auge y expansión del cristianismo, la región celta fue cristianizada y las tradiciones religiosas anteriores fueron suplantadas. Sin embargo, las tradiciones del politeísmo dejaron un legado en muchas de las naciones celtas, influyeron en la mitología posterior y sirvieron como base para un nuevo movimiento religioso resurgente, el neopaganismo celta, en el siglo XX.

## Documentación

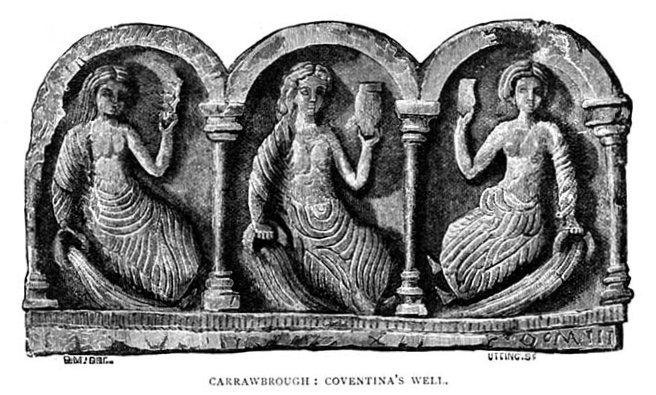
Representación de tres diosas celtas, en el pozo de Coventina.

Comparativamente, apenas se conoce sobre el politeísmo celta ya que la evidencia es fragmentaria debido, en gran medida, al hecho de que los celtas que lo practicaron no escribieron nada acerca de su religión. Por lo tanto, todo lo que hay para poder estudiar de su religión es la literatura del período cristiano temprano, los comentarios de los eruditos clásicos griegos y romanos, y la evidencia arqueológica.
El arqueólogo Barry Cunliffe resumió las fuentes de la religión celta como un «caos fértil», tomando prestado el término del erudito irlandés Proinsias MacCana. Cunliffe llegó a señalar que «hay más y variada evidencia para la religión celta que para cualquier otro ejemplo de vida celta. El único problema es ensamblarlo en una forma sistemática que no simplifique demasiado la intrincada textura de sus detalles.»

## Deidades

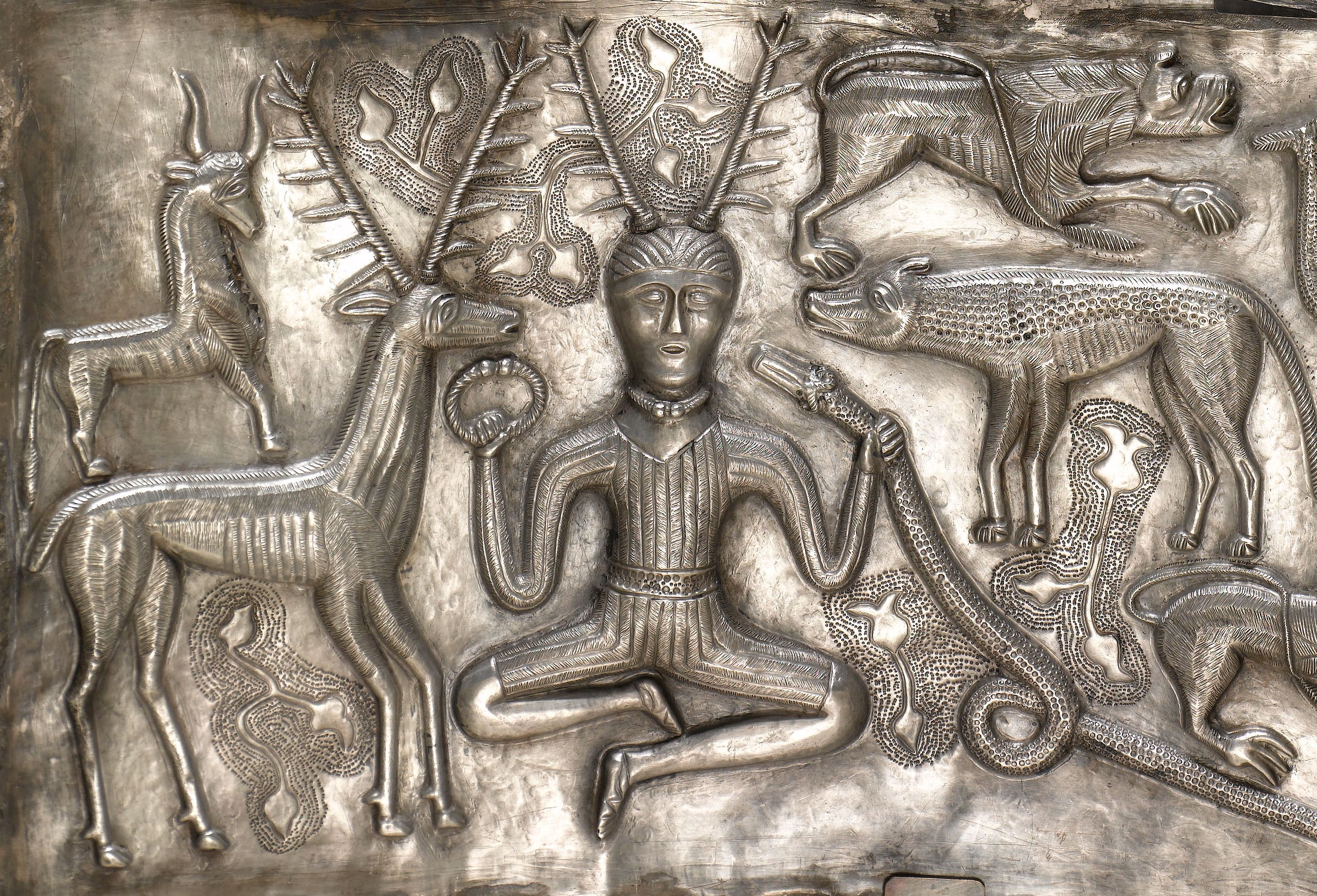
Imagen de una figura «con cornamenta» en el caldero de Gundestrup, interpretada por muchos arqueólogos como relacionada con el dios Cernunnos.

### Antigüedad

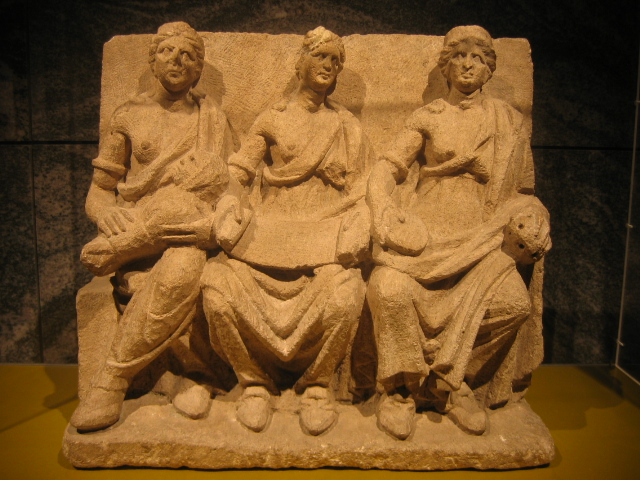
"Matres de Vertault": tres diosas celtas del pueblo de Vertault en la región de Borgoña, este de Francia.

## Entierro y vida después de la muerte

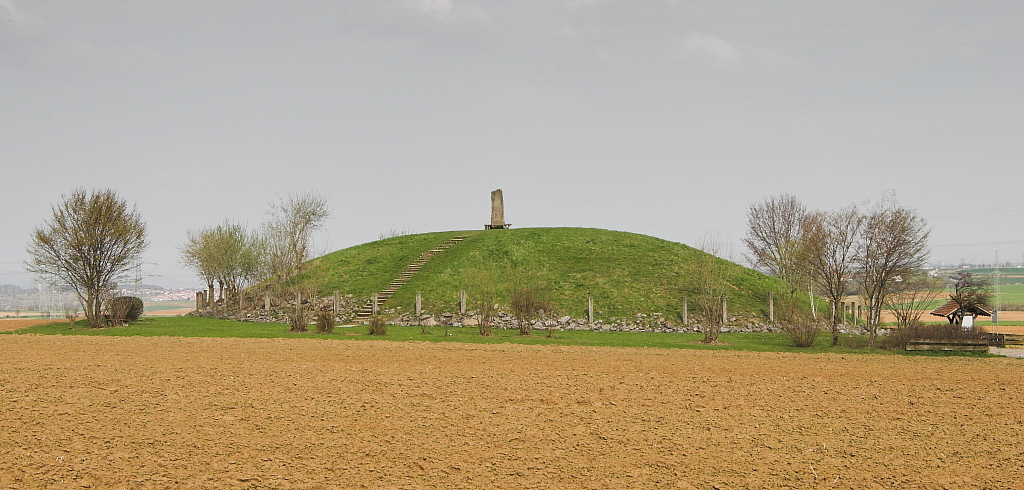
Un túmulo celta reconstruido cerca de Eberdingen, Alemania. Estos entierros estaban reservados para los influyentes y ricos en la sociedad celta.

## Práctica de culto

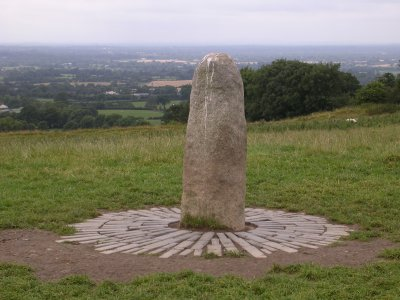
La Piedra en Pie, interpretada como Lia Fáil, la Piedra del Destino, en la cual eran coronados los Grandes Reyes de Irlanda, dentro de la Colina de Tara.

### Ofrendas votivas

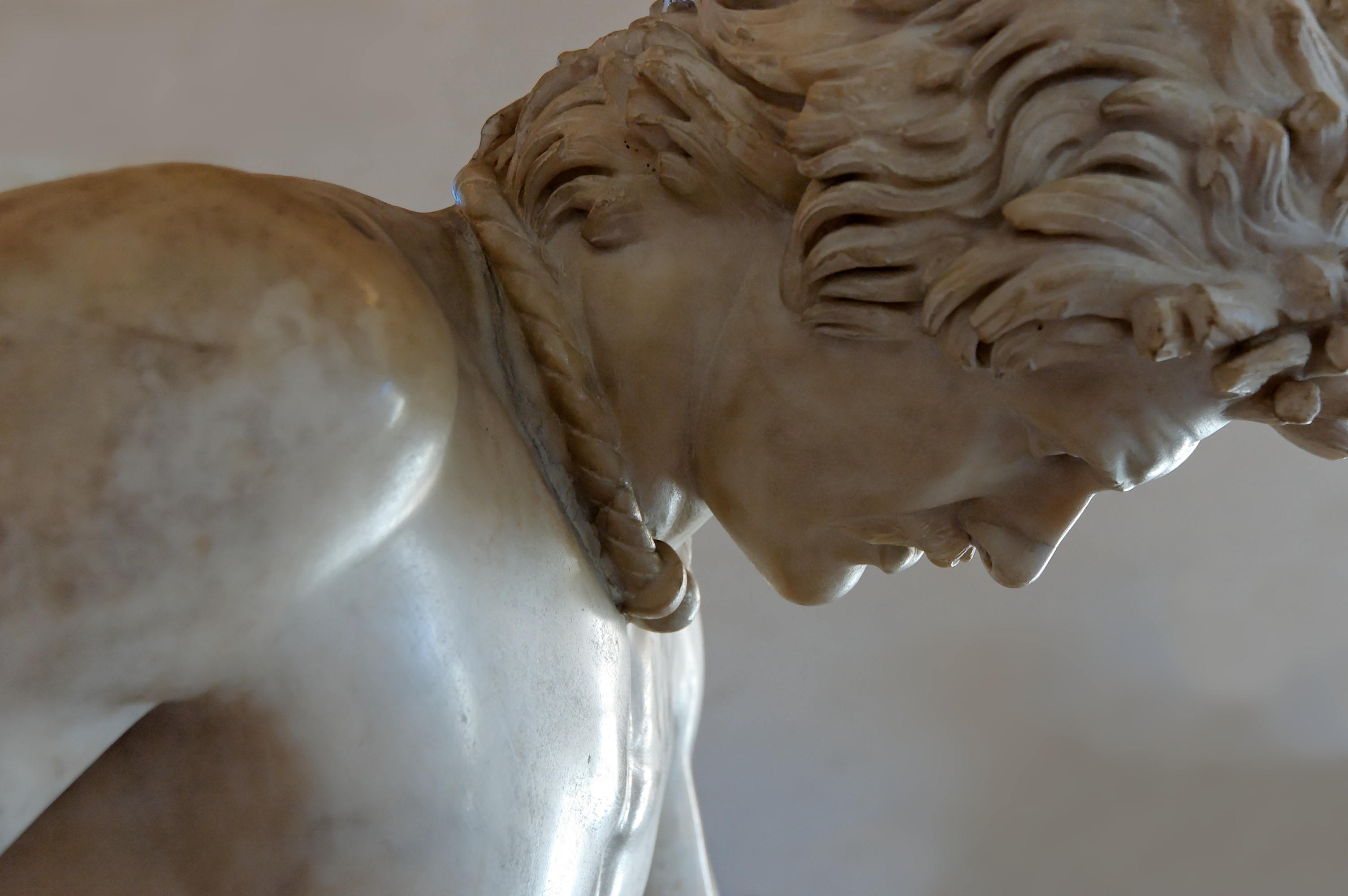
Celta moribundo, detalle del torque.

### Sacrificios

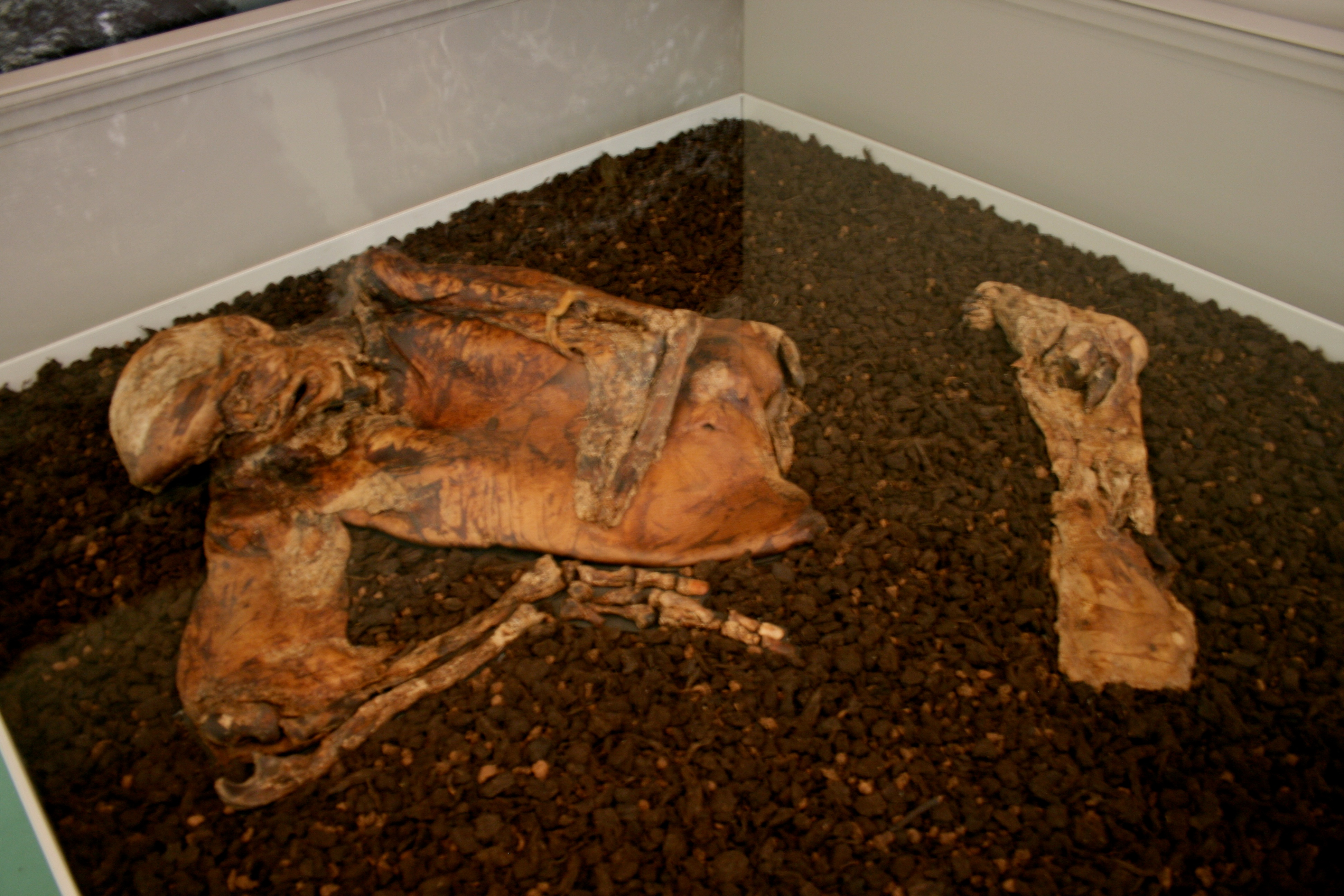
Cuerpo del Hombre de Lindow.

### Cabezas del enemigo

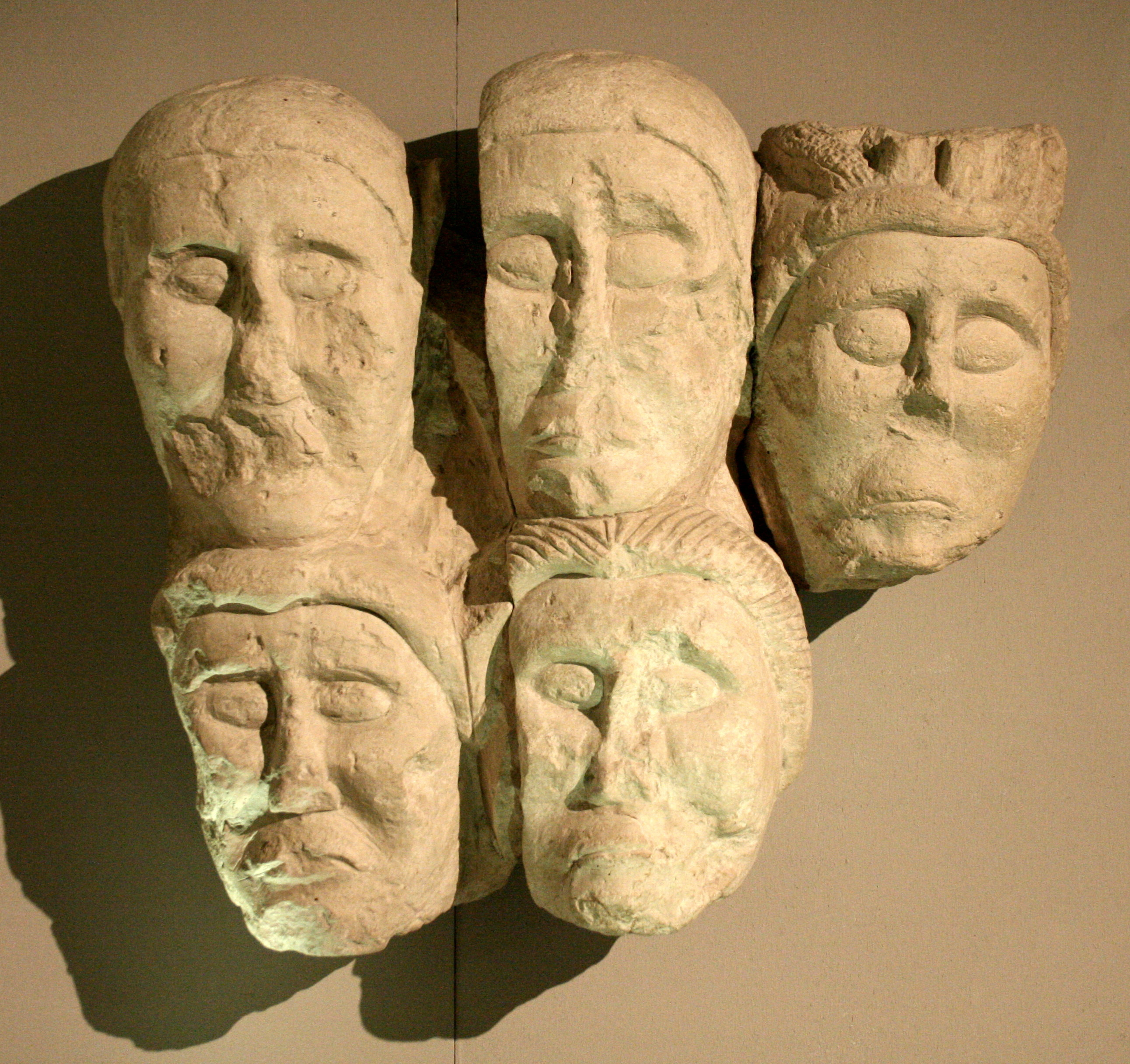
Fragmentos de cabezas de piedra de Entremont.

### Druidas

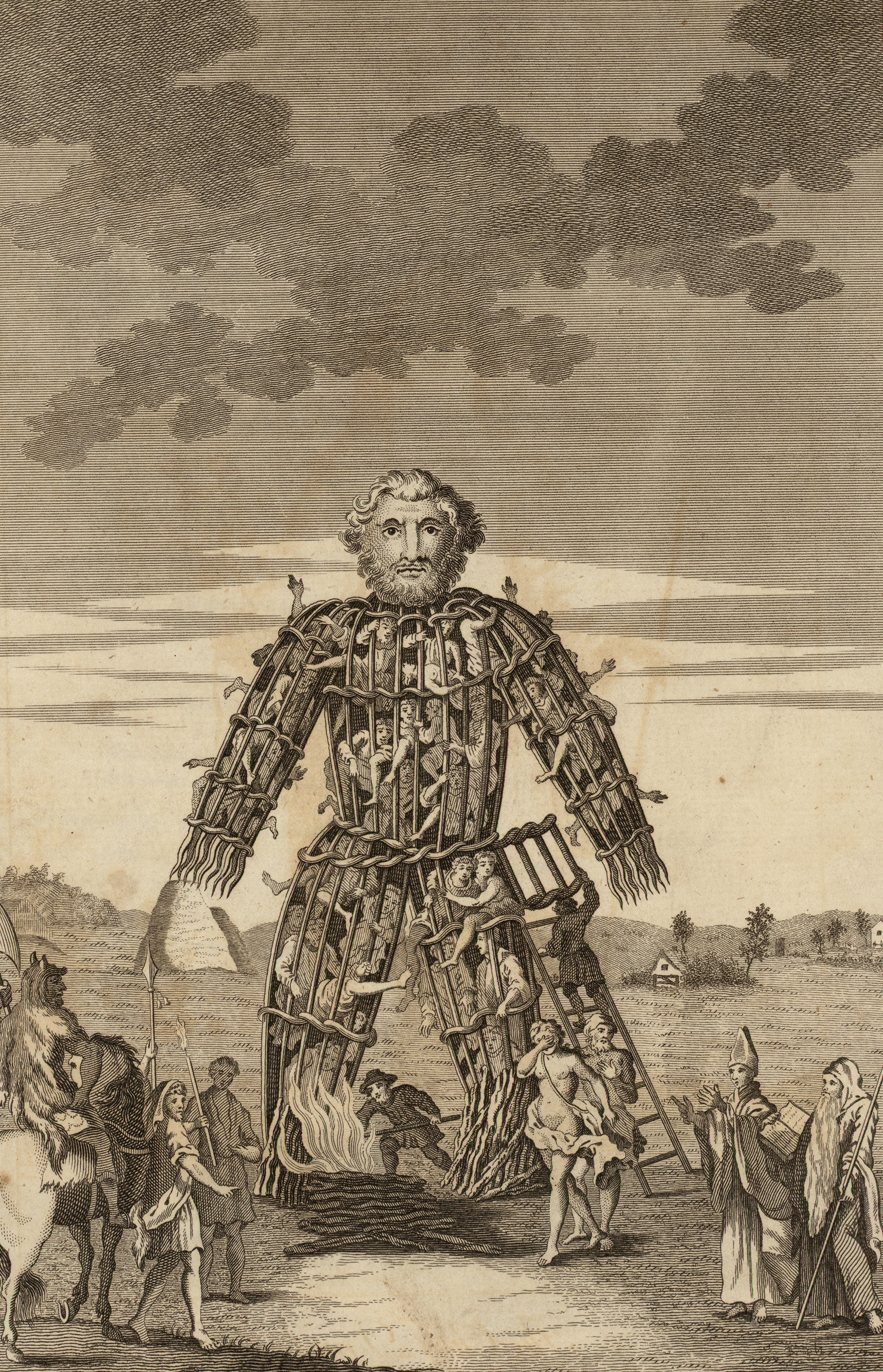
Una ilustración del de un hombre de mimbre.

## Calendario

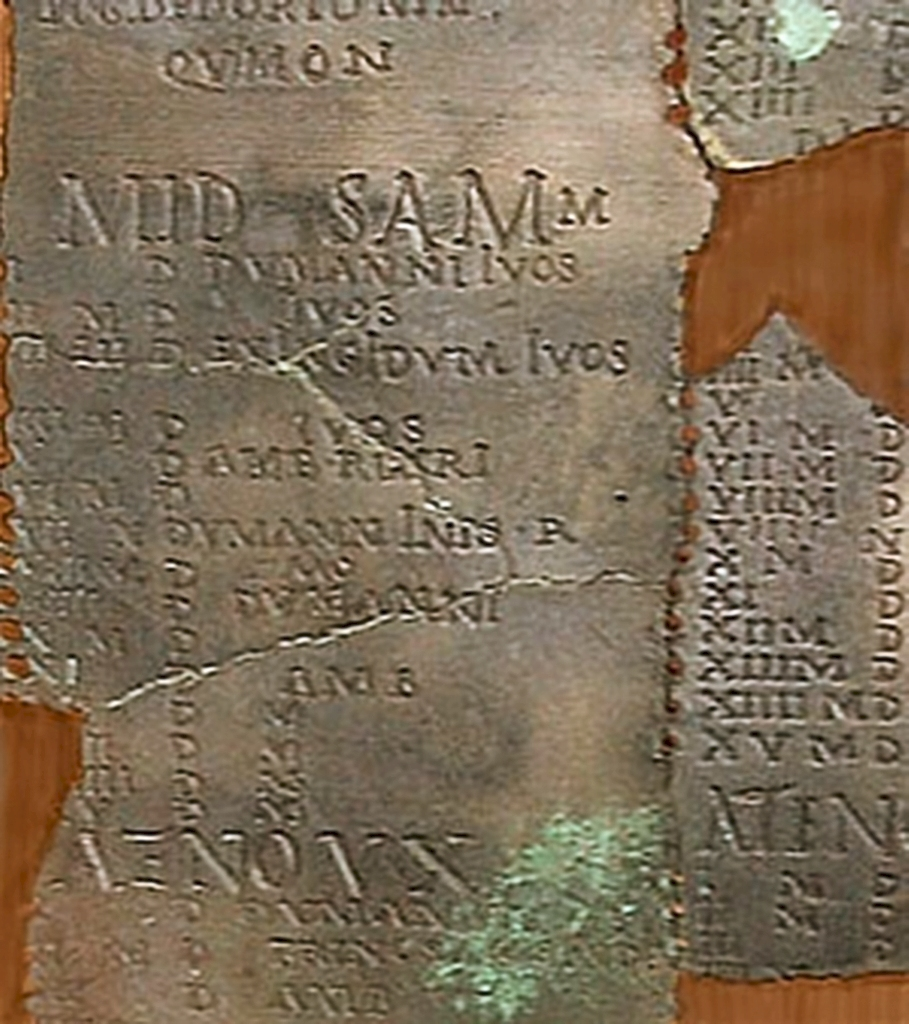
Fragmento del calendario Coligny.

### Reconstruccionismo pagano

La triple espiral es uno de los principales símbolos del Reconstruccionismo celta